# Liste der osmanischen Beys von Tripolitanien
Die Liste der osmanischen Beys von Tripolitanien enthält die namentliche Aufstellung der osmanischen Herrscher (Beys) von Tripolitanien in der Zeit von 1711 bis 1835.
Qaramanli-Dynastie (1711–1745)
- Ahmad I.                 1711–1745
- Mohammed I.              1745–1754
- Ali I.                   1754–1790
- Ahmad II.                1790–1792
- Yussuf I.                1792–1793

Bulghur-Dynastie (1793–1795)
- Ali II.                  1793–1795

Qaramanli-Dynastie (1795–1835)
- Ali III.                     1795
- Ahmad III.               1795–1796
- Yussuf II.               1796–1832
- Mohammed II.             1832–1835
- Ali IV.                  1832–1835 (Gegen-Bey)

1835 wurde Tripolitanien der direkten osmanischen Herrschaft unterstellt.